# Revenga de Campos
Revenga de Campos település Spanyolországban, Palencia tartományban. Revenga de Campos Población de Campos, Amayuelas de Arriba, San Cebrián de Campos, Villoldo, Lomas, Villarmentero de Campos és Villovieco községekkel határos. Lakosainak száma 136 fő (2024).

## Népesség
A település népessége az elmúlt években az alábbi módon változott:
| Lakosok száma | 178  | 179  | 158  | 156  | 168  | 167  | 148  | 152  | 142  | 136  |
|               | 2001 | 2004 | 2007 | 2009 | 2012 | 2014 | 2017 | 2019 | 2022 | 2024 |